# 腋花莛子藨
腋花莛子藨（学名：Triosteum sinuatum）为忍冬科莛子藨属的植物。分布于日本以及中国大陆的新疆、吉林、辽宁等地，生长于海拔850米的地区，常生长在山顶林下以及沟边，目前尚未由人工引种栽培。